# قواع ألاسكي
القواع الألاسكي (الإسم العلمي:Lepus othus)، هو نوع من الثدييات يتبع فصيلة الأرانب ضمن رتبة الأرنبيات.